# Pleiocoryne fernandensis
Pleiocoryne fernandensis är en måreväxtart som först beskrevs av William Philip Hiern, och fick sitt nu gällande namn av Stephan Rauschert. Pleiocoryne fernandensis ingår i släktet Pleiocoryne och familjen måreväxter. Inga underarter finns listade i Catalogue of Life.